# 理研科学映画
理研科学映画株式会社（りけんかがくえいが）は、かつて存在した日本の映画製作会社である。
本項では、その後身の理研映画株式会社（りけんえいが）、新理研映画株式会社（しんりけんえいが）についても触れる。

## 概要
戦前の理研科学映画時代に、下村兼史の記録映画『或日の干潟』が文部大臣賞、皇紀2600年奉祝芸能祭文化映画コンクール首席となり、戦後の新理研映画時代には、『若戸大橋』（企画＝日本道路公団）が教育映画祭最高賞、日本産業映画コンクール奨励賞を受賞するなど、優れた記録映画、教育映画を製作した。
戦時中は、陸海軍などからの発注による訓練映画、国民に対する国防映画なども製作した。戦後は、一転して、GHQの占領政策に沿う時事解説映画をつくり、ニュース映画にも着手、民主社会党の代議士・中崎敏が経営にあたった。1950年代には新東宝配給による劇映画を製作した。1960年代の高度成長期には省庁や政府系の機関、公団などの発注・企画によるPR映画を多く作った。
理研科学映画、理研映画、新理研映画を通じて、在籍した著名な映画人として、古賀聖人、中田弘二、下村兼史、加藤泰、松本俊夫らがいる。また、関係した音楽家として松村禎三、佐藤勝、柴田南雄がいる。

## 略歴

### 理研科学映画（1938年 - 1946年）
- 1938年4月26日、理化学研究所の理研産業団（理研コンツェルン）の一つとして設立された[2]。設立の目的は、映画のトーキーシステムのなかで注目されていた、理研トーキー方式（大河内正敏研究室の渡辺俊平によって開発されたX線を用いた新しい録音法）[3]という画期的な新録音法発明と現像の自動化というイノベーションを実践するためのものだった[2]。同時に、科学映画の製作という目的もあわせもっていた[2]。理化学研究所主任研究員海老原敬吉の下に、「機械工作シリーズ〔旋盤編・フライス盤編〕」など工場や学校向けの教材映画を製作した[2]。
- 1939年、農林省の鳥獣調査室に勤務していた鳥類研究者・下村兼史が入社[4]。下村は、同年、『水鳥の生活−第一輯−』（16分）を完成。
- 1940年、北九州周辺や有明海の鳥たちの生態をとらえた記録映画『或日の干潟』（25分）が文部大臣賞、皇紀2600年奉祝芸能祭文化映画コンクール首席となる[1]。
- 1942年、下村兼史監督『慈悲心鳥』製作。
- 1943年1月、文化映画製作会社を日本映画社、朝日映画社、電通映画社、理研科学映画に統合整理。都映画社、劦映社、新世紀映画社などが理研科学映画に併合。その内、山口シネマ・加治商会・旭日映画社3社は廃業届を呈出
- 1943年、加藤泰監督『泡』。9月、音楽家の柴田南雄が嘱託として入社[5]。
- 1944年、陸海軍からの委託作品の製作が増え、委託製作の訓練映画＝「術科映画」の発注もあった。緊急指導映画として、委託を受けた『爆風と弾片』を製作。
- 1945年、兵器を組み立てる小学生を描く『教室工場』を製作。敗戦後の同年11月に理研科学映画株式会社の全重役が退陣。同年12月1日、松竹、東宝、大日本映画製作の劇映画3社と理研科学映画を含むニュース短篇教育映画4社によって、GHQや政府との窓口として「映画製作者連合会」発足。

### 理研映画（1946年 - 1952年）
- 1946年、菅沼完二監督『あなたの議會』を初め、連合国軍総司令部の占領政策に沿う時事解説映画『帰還兵』、『婦人平等へ』、『国民を戦争に駆り立てたのは誰だ』製作。科学映画『雲と気流』、『植林』、『電熱』、『オールウエーブの話』などを製作[6]。しかし、連合国軍総司令部による財閥解体のなかで理研財閥もその対象となり、理研の傘下から外れる。毎日新聞社系のふたりの役員を総務と製作担当に迎え、「理研映画」として再発足。同年3月31日、労働者有志が中心となり、全日本映画労働組合（後の日本映画演劇労働組合）の共同闘争として、単一組合を結成し、経営協議会の設置の要求を実現した[7]。
- 1947年2月から時事通信社と提携した『文化ニュース』を製作し、35ミリバージョンを大映に、16ミリ版を東横映画に配給するようになる[6]。3月、加盟する映画製作者連合会が劇映画4社、ニュース短篇教育映画5社となり、「日本映画連合会」と改称。
- 1948年、『東京裁判・世紀の判決』（日本映画社・新世界映画社との共同製作、提供＝日本映画連合会）
- 1949年、関川秀雄監督『育ち行く村』、『くちびるに歌をもて』（家の光協会企画）製作[6]。。
- 1950年、『新聞のはたらき』、『日本の象徴』豊田敬太監督・菅沼正義撮影『鉄道電化』製作。
- 1951年、『造船工業』、『海上輸送』、『私たちの学校』製作。

### 新理研映画（1952年 - 1960年代末）
- 1952年4月、日米映画社[8]を合併。5月、新理研映画として再出発。犯罪捜査を扱った青戸隆幸監督、警視庁後援のセミ・ドキュメンタリー『青い指紋』(64分・35mm・新東宝配給)。同年、西村元男監督・三木のり平ら出演『拾った人生』（新東宝）公開。同年8月　ニュース映画の合併で、「理研文化ニュース」終刊。続いて、毎日新聞社提供の「毎日世界ニュース」の製作を開始。大映配給。小田基義監督、山本嘉次郎ら脚本、徳川夢声、左幸子、千代ノ山出演『三太と千代の山』（大日本相撲協会映画部との共同製作・新東宝）公開。
- 1953年、毛利正樹監督の劇映画『強妻キュット節』（新東宝）公開。
- 1954年、豊田敬太監督の劇映画『段々畑の人びと』製作、木村健二郎指導による科学映画『死の灰』（23分・16mm）製作。ビキニ核実験海域の調査船の活動を記録した『俊鶻丸の記録』製作。
- 1956年、松本俊夫監督の実験的PR映画『銀輪』、『潜凾』製作。
- 1957年、松崎啓次ら製作、吉村廉・古賀聖人監督、英百合子、左幸子ら出演の劇映画『激怒する牡牛』（新東宝）。
同年、内閣調査室のメンバーがソ連国内の情報を得るために偽名と、「理研映画社の社員」と詐称し、ソ連に渡る。[9]
- 1958年、『村にもテレビ』、『大自然のはばだく』（松竹配給）製作。
- 1959年、『日本の原子力』（企画＝日本原子力研究所）、日本紹介映画コンクール特別賞受賞。同年、松本俊夫退社。
- 1960年7月、「毎日世界ニュース」が「大毎ニュース」に改題。同時にシネマスコープとなる。
- 1962年、『若戸大橋』（企画＝日本道路公団）が教育映画祭最高賞、日本産業映画コンクール奨励賞。『原子力と農業』（企画＝日本原子力研究所）が科学技術映画入選。
- 1963年、『世紀の若戸大橋』（企画＝北九州市）がキネマ旬報短編映画ベストテン第9位。『東海道新幹線』（企画＝日本国有鉄道）が日本紹介映画コンクール銀賞。同年3月、原子力知識普及映画「原子力と医学」が科学技術庁原子力局、日本原子力研究所の共同企画、原子力委員会の監修で完成。
- 1965年、赤佐政治監督『長篇記録映画　動乱のベトナム』製作。
- 1966年、千葉真一主演で遠藤実の半生を映画化した『太陽に突っ走れ』（東映配給）の製作協力。
- 1967年、『青函トンネル』（企画＝日本鉄道建設公団）が日本産業映画コンクール奨励賞。『都市の中の漁師たち』、『半導体』（企画＝科学技術庁）が東京都教育映画コンクール銀賞、日本産業映画コンクール日本産業映画賞。この年で「新理研映画」の歴史が終わる。

### 終焉期
- 1970年5月、「大毎ニュース」の配給元だった大映が日活との配給網一元化に伴い製作が打ち切りとなる。
- 1971年、徳間康快製作『北洋すり身工船』（企画＝大洋漁業）が日本産業映画コンクール奨励賞。『本州四国連絡橋』（企画＝本州四国連絡橋公団）製作。以後、すべて「理研映画」名義となる。
- 1980年、『黎明のとき -浮上式鉄道の開発 第2部-』（企画＝国鉄下関工事局）製作。土木学会映画コンクール優秀賞。